# James Hayden
James Hayden (25. november 1953 – 8. november 1983) var en amerikansk skuespiller. Han var nok bedst kendt for sin rolle i Once Upon a Time in America, som havde premiere tre måneder efter at han døde af overdosis.